# 布尔勒夫市镇
布尔勒夫市镇（瑞典語：Burlövs kommun）是瑞典南部斯科讷省的一个市镇，位于马尔默的正北方。其治所位于阿勒夫。阿勒夫社区在地理及统计上视为马尔默城区的一部分。